# Ryder Cup 1979
La 23ª edizione della Ryder Cup si è tenuta al resort The Greenbrier a White Sulphur Springs, nella Virginia Occidentale, dal 14 al 16 settembre 1979.
Fu la prima edizione alla quale presero parte giocatori da tutto il Vecchio Continente, al fine di mettere in discussione il dominio americano che durava dall’edizione 1959. Ciononostante, l'esordio degli spagnoli Seve Ballesteros ed Antonio Garrido non si rivelò decisivo in tal senso. Dopo un iniziale vantaggio dei padroni di casa, gli europei tentarono una rimonta portandosi a -1 dagli avversari nel corso della seconda giornata. Gli Stati Uniti però si imposero nei singolari e mantennero il trofeo col punteggio di 17 – 11.

## Formato
La Ryder Cup è un torneo match play, in cui ogni singolo incontro vale un punto. Il formato dell'edizione 1979 era il seguente, con alcuni cambiamenti dall’edizione precedente per quanto riguarda l’ordine degli incontri:
- I Giornata (Venerdì) – 4 incontri "fourball" (colpi alternati) nella sessione mattutina e 4 incontri "foursome" (la migliore buca) nella sessione pomeridiana.
- II Giornata (Sabato) – 4 incontri "foursome" nella sessione mattutina e 4 incontri "fourball" nella sessione pomeridiana.
- III Giornata (Domenica) – 12 incontri singolari, 6 nella sessione mattutina e 6 nella sessione pomeridiana.

Ogni incontro si disputa su un massimo di 18 buche. La vittoria di ogni incontro assegna un punto, nel caso di parità del match si assegna ½ punto a ciascuno, per un totale di 28 punti disponibili. 14½ punti sono necessari per vincere, ma 14 punti (ovvero un pareggio) sono sufficienti alla squadra che difende per mantenere la coppa.

## Squadre
| Stati Uniti   |     |                         |
| Nome          | Età | Note                    |
| Billy Casper  | 48  | Capitano non-giocatore  |
| Gil Morgan    | 32  | Esordio nella Ryder Cup |
| Hubert Green  | 32  | 2ª partecipazione       |
| Larry Nelson  | 32  | Esordio nella Ryder Cup |
| John Mahaffey | 31  | Esordio nella Ryder Cup |
| Tom Kite      | 29  | Esordio nella Ryder Cup |
| Lee Trevino   | 39  | 5ª partecipazione       |
| Hale Irwin    | 34  | 3ª partecipazione       |
| Lanny Wadkins | 29  | 2ª partecipazione       |
| Andy Bean     | 26  | Esordio nella Ryder Cup |
| Fuzzy Zoeller | 27  | Esordio nella Ryder Cup |
| Lee Elder     | 45  | Esordio nella Ryder Cup |
| Mark Hayes    | 30  | Esordio nella Ryder Cup |

| Europa            |     |                  |                                    |
| Nome              | Età | Punti classifica | Note                               |
| John Jacobs       | 54  |                  | Capitano non-giocatore             |
| Seve Ballesteros  | 22  | 1                | Esordio nella Ryder Cup            |
| Mark James        | 25  | 2                | 2ª partecipazione                  |
| Brian Barnes      | 34  | 3                | 6ª partecipazione                  |
| Bernard Gallacher | 30  | 4                | 6ª partecipazione                  |
| Sandy Lyle        | 21  | 5                | Esordio nella Ryder Cup            |
| Ken Brown         | 22  | 6                | 2ª partecipazione                  |
| Antonio Garrido   | 35  | 7                | Esordio nella Ryder Cup            |
| Tony Jacklin      | 35  | 8                | 7ª partecipazione                  |
| Michael King      | 29  | 9                | Esordio nella Ryder Cup            |
| Nick Faldo        | 22  | 10               | 2ª partecipazione                  |
| Des Smyth         | 28  | 8                | Wild Card, Esordio nella Ryder Cup |
| Peter Oosterhuis  | 33  |                  | Wild Card, 5ª partecipazione       |

## Risultati

### I sessione
Four-ball
| Europa (bandiera)   | Risultati | Stati Uniti (bandiera) |
| ------------------- | --------- | ---------------------- |
| Garrido/Ballesteros | 2 & 1     | Wadkins/Nelson         |
| Brown/James         | 3 & 2     | Trevino/Zoeller        |
| Oosterhuis/Faldo    | 2 & 1     | Irwin/Floyd            |
| Gallacher/Barnes    | 2 & 1     | Irwin/Mahaffey         |
| 1                   | Sessione  | 3                      |
| 1                   | Totale    | 3                      |

### II sessione
Foursome
| Europa (bandiera)   | Risultati | Stati Uniti (bandiera) |
| ------------------- | --------- | ---------------------- |
| Brown/Smyth         | 7 & 6     | Irwin/Kite             |
| Ballesteros/Garrido | 3 & 2     | Zoeller/Green          |
| Lyle/Jacklin        | pareggio  | Trevino/Morgan         |
| Gallacher/Barnes    | 4 & 3     | Wadkins/Nelson         |
| 1½                  | Sessione  | 2½                     |
| 2½                  | Totale    | 5½                     |

### III sessione
Foursome
| Europa (bandiera)   | Risultati | Stati Uniti (bandiera) |
| ------------------- | --------- | ---------------------- |
| Jacklin/Lyle        | 5 & 4     | Elder/Mahaffey         |
| Faldo/Oosterhuis    | 6 & 5     | Bean/Kite              |
| Gallacher/Barnes    | 2 & 1     | Zoeller/Hayes          |
| Ballesteros/Garrido | 3 & 2     | Wadkins/Nelson         |
| 3                   | Sessione  | 1                      |
| 5½                  | Totale    | 6½                     |

### IV sessione
Four-ball
| Europa (bandiera)   | Risultati | Stati Uniti (bandiera) |
| ------------------- | --------- | ---------------------- |
| Ballesteros/Garrido | 5 & 4     | Wadkins/Nelson         |
| Jacklin/Lyle        | 1 up      | Irwin/Kite             |
| Gallacher/Barnes    | 3 & 2     | Trevino/Zoeller        |
| Faldo/Oosterhuis    | 1 up      | Elder/Hayes            |
| 2                   | Sessione  | 2                      |
| 7½                  | Totale    | 8½                     |

### V sessione
Singoli
| Europa (bandiera) | risultati | Stati Uniti (bandiera) |
| ----------------- | --------- | ---------------------- |
| Bernard Gallacher | 3 & 2     | Lanny Wadkins          |
| Seve Ballesteros  | 3 & 2     | Larry Nelson           |
| Tony Jacklin      | 1 up      | Tom Kite               |
| Antonio Garrido   | 1 up      | Mark Hayes             |
| Michael King      | 4 & 3     | Andy Bean              |
| Brian Barnes      | 1 up      | John Mahaffey          |
| 1                 | 5essione  | 5                      |
| 8½                | Totale    | 13½                    |

### VI sessione
Singoli
| Europa (bandiera) | risultati | Stati Uniti (bandiera) |
| ----------------- | --------- | ---------------------- |
| Nick Faldo        | 3 & 2     | Lee Elder              |
| Des Smyth         | 5 & 3     | Hale Irwin             |
| Peter Oosterhuis  | 2 up      | Hubert Green           |
| Ken Brown         | 1 up      | Fuzzy Zoeller          |
| Sandy Lyle        | 2 & 1     | Lee Trevino            |
| Mark James        | pareggio  | Jil Morgan             |
| 2½                | Sessione  | 3½                     |
| 11                | Totale    | 17                     |